# Milano-Modena 1954
La Milano-Modena 1954, quarantesima edizione della corsa, si svolse il 29 agosto 1954 su un percorso di 220,2 km. La vittoria fu appannaggio dell'italiano Fiorenzo Magni, che completò il percorso in 5h25'30", alla media di 40,590 km/h, precedendo i connazionali Bruno Monti e Giorgio Albani.
Sul traguardo di Modena 20 ciclisti, su 27 partiti da Milano, portarono a termine la competizione.

## Ordine d'arrivo (Top 10)
| Pos. | Corridore            | Squadra              | Tempo                |
| ---- | -------------------- | -------------------- | -------------------- |
| 1    | Fiorenzo Magni       | Nivea-Fuchs          | 5h25'30"             |
| 2    | Bruno Monti          | Arbos                | a 32"                |
| 3    | Giorgio Albani       | Legnano              | a 2'04"              |
| 4    | Riccardo Filippi     | Bianchi-Pirelli      | a 3'21"              |
| 5    | Giuseppe Minardi     | Legnano              | a 3'50"              |
| 6    | Alfo Ferrari         | Guerra               | a 4'01"              |
| 7    | Giancarlo Astrua     | Atala                | a 4'10"              |
| 8    | Luciano Ciancola     | Legnano              | a 4'20"              |
| 9    | Michele Gismondi     | Bianchi-Pirelli      | a 4'34"              |
| 10   | 9 ciclisti R ex æquo | 9 ciclisti R ex æquo | 9 ciclisti R ex æquo |